# Anemolter
Anemolter ist ein Ortsteil der Gemeinde Stolzenau in der Samtgemeinde Mittelweser im niedersächsischen Landkreis Nienburg/Weser.

## Geografie

### Lage
Anemolter liegt drei Kilometer nördlich von Stolzenau und zwei Kilometer westlich der Weser.

## Geschichte

### Eingemeindungen
Im Zuge der Gebietsreform in Niedersachsen wurde Anemolter am 1. März 1974 in die Gemeinde Stolzenau eingegliedert.

### Einwohnerentwicklung
| Jahr | Einwohner | Quelle |
| ---- | --------- | ------ |
| 1910 | 408       | [ 3 ]  |
| 1925 | 401       | [ 4 ]  |
| 1933 | 396       | [ 4 ]  |
| 1939 | 360       | [ 4 ]  |
| 1950 | 672       | [ 1 ]  |

| Jahr | Einwohner | Quelle |
| ---- | --------- | ------ |
| 1953 | 659       | [ 5 ]  |
| 1956 | 622       | [ 1 ]  |
| 1961 | 549       | [ 6 ]  |
| 1970 | 506       | [ 6 ]  |
| 1972 | 489       | [ 7 ]  |